# Vinko Bokalič Iglič
Vinko Bokalič Iglič (šp. Vicente Bokalic Iglic), je argentinski nadškof, metropolit, lazarist in kardinal, po poreklu pa argentinski Slovenec, * 6. november 1952, Lanús (Buenos Aires).

## Življenje
Mons. Vinko Bokalič Iglič se je rodil v družini slovenskih staršev Vinka Bokaliča in Pavle, rojene Iglič, ki sta kot izseljenca v Argentino prišla leta 1949. Oče je bil doma iz Mengša, mati pa iz Prevoj. Novoizvoljeni kardinal ne le, da ima slovenske korenine, pač pa slovenski jezik, ki se ga je naučil v družini, še vedno aktivno uporablja.

### Šolanje in duhovništvo
Osnovno šolo je obiskoval pri šolskih sestrah v Lanúsu, srednjo šolo pa pri lazaristih v Escobarju pri Buenos Airesu. 
Vinko je po vstopu v skupnost lazaristov leta 1970 filozofijo študiral na Jezuitskem kolegiju Maximo v San Miguelu, teologijo pa na katoliški univerzi UCA v Buenos Airesu. Tam je 1. aprila 1978 prejel duhovniško posvečenje. Novo mašo je obhajal v domačem  Lanúsu, predelu Buenos Airesa z močno slovensko skupnostjo, skupaj z bratom Jožetom, ki je bil posvečen deset mesecev pred tem v Ljubljani. Vinko je ostal v Argentini, Jože pa se je pridružil slovenskim lazaristom, čeprav je v Sloveniji deloval le nekaj let in se zatem vrnil v Argentino. Vinko je bil med letoms 1991 in 1994 župnik župnije Brezmadežne s čudodelno svetinjo.

## Visoke cerkvene funkcije
- duhovnik lazaristov na področju prelature Deán Funes (1994–1997)
- provincial Misijonske družbe za območje Argentine (2003–2009)[6]
- pomožni škof nadškofije Buenos Aires (2010–2013)
- naslovni škof Numidije in škof škofije Santiago del Estero (2013–2024)
- nadškof nadškofije Santiago del Estero in primas Argentine (2024–)[7]

## Povezave s papežem Frančiškom
Vinko Bokalič Iglič ima tesne povezave s papežem Frančiškom. 
Papež Frančišek, ki je bil prej znan kot Jorge Mario Bergoglio, je bil tisti, ki je Bokaliča posvetil v škofa 29. maja 2010, ko je bil še nadškof Buenos Airesa. Kasneje, ko je postal papež, je Frančišek imenoval Bokaliča za škofa škofije Santiago del Estero 23. decembra 2013.
Leta 2024 je papež Frančišek povzdignil škofijo Santiago del Estero v nadškofijo in imenoval Vinka Bokaliča Igliča za njenega prvega nadškofa ter mu podelil tudi naslov primasa Argentine.

## Imenovanje in umestitev za kardinala
6. oktobra je papež Frančišek objavil imenovanje Vinka Bokaliča Igliča za kardinala, ter da bo njegova umestitev (poleg ostalih) dne 8. decembra 2024, vendar je bil ta datum kasneje spremenjen na 7. decembra.
Vinko Bokalič Iglič je bil med kardinale umeščen med konzistorijem, ki ga je papež Frančišek sklical 7. decembra 2024.